# الأكاديمية النسائية الصغيرة (رواية)

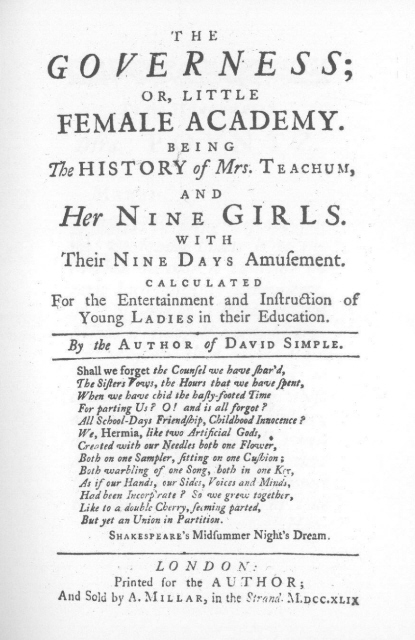

الأكاديمية النسائية الصغيرة أول رواية كاملة كتبتها سارة فيلدنغ  للأطفال نشرت في عام 1749 . تعد أحد الأعمال الهامة لأدب الأطفال في القرن الثامن عشر.